# Ахієзер Ілля Олександрович
Ахіє́зер Ілля Олександрович (2 березня 1938, Харків — 13 травня 1989, там само) — фізик-теоретик. Син О.І. Ахієзера. Доктор фізико-математичних наук (1966), професор (1970). Премія імені К. Синельникова АН УРСР (1978) та імені М. Крилова АН УРСР (1989).

## Біографія
Закінчив Харківський університет (1959). Працював у Харківському фізико-технічному інституті АН УРСР (1959-1989), зокрема у 1970-1989 — начальник лабораторії; від 1968 викладав у Харківському університеті. Дослідження в галузі теорії ядра; плазми, зокрема флуктуацій у двотемпературній плазмі; фізики твердого тіла, зокрема теорії магнетизму та аморфних металів, радіаційних пошкоджень, нелінійної динаміки магнітодіелектриків, розсіяння світла в умовах магнітоакустичного резонансу. І.О. Ахієзер одержав низку важливих результатів в теорії магнетизму металів і теорії невпорядкованих магнітних систем та скла.

## Праці
- Collective oscillations in plasma. Oxford etc., 1967 (співавт.);
- К теории реакций (Y, P) при энергиях выше порога рождения пиона. Київ, 1971 (співавтор);
- Колебания капли ферми-жидкости и гигантский резонанс в средних и тяжелых ядрах. Київ, 1972;
- К кинетической теории каскада столкновений в твердом теле. Харків, 1975 (співавтор);
- Plasma Electrodynamics. Vol. 1. Linear Theory. Vol. 2. Non-linear theory and fluctuations. Oxford, 1975 (співавтор);
- К классической теории излучения быстрых частиц в кристаллах. Харків, 1978 (співавтор);
- Электромагнетизм и электромагнитные волны. Москва, 1985 (співавтор);
- Введение в теоретическую радиационную физику металлов и сплавов. Київ, 1985 (співавтор);
- Модель металлического стекла. Москва, 1987;
- Самосогласованная модель стекол металл-металлоид. Москва, 1987;
- О диффузии в металлических стеклах вблизи температуры стеклования. Москва, 1988 (співавтор);
- О диффузии в неупорядоченных металлах. Москва, 1989 (співавтор).